# Kherdel
Le kherdel est une salade traditionnelle algérienne qui se prépare dans la région de l'Algérois, surtout dans les villes d'Alger et Blida.

## Description
C'est une salade sucrée-salée qui se prépare avec des pommes, des coings ou des navets cuits dans de l'eau avec du sucre, de la moutarde et du vinaigre,.